# 柳城郡王
柳城郡王，中国古代封爵之一。

## 元朝
封地在今广西壮族自治区境内，为金印螭纽王。
- 亦怜真八，旭烈兀后裔，致和元年（1328年）封。